# Równanie całkowe Fredholma
Równanie całkowe Fredholma – równanie całkowe postaci
{\displaystyle u(x)-\mu \int \limits _{\Omega }k(x,y)u(y)dy=v(x),\;x\in \Omega \;{\mbox{(Fr)}},}
gdzie funkcje {\displaystyle k,v} oraz liczba {\displaystyle \mu } są ustalone natomiast funkcja {\displaystyle u} jest szukana.
Zwykle o zbiorze {\displaystyle \Omega } zakłada się, że jest otwartym i spójnym podzbiorem przestrzeni {\displaystyle \mathbb {R} ^{n}.} Funkcję {\displaystyle k} nazywamy jądrem. Nakładając na jądro pewne założenia (np. co do całkowalności) można otrzymać wyniki dotyczące istnienia rozwiązań równania Fredholma. Jednym z nich jest twierdzenie Fredholma:

## Twierdzenie Fredholma
Niech {\displaystyle k\in L^{2}(\Omega \times \Omega ).} Wówczas
- Równanie {\displaystyle {\mbox{(Fr)}}} ma dla każdej prawej strony {\displaystyle v\in L^{2}(\Omega )} niezerowe rozwiązanie {\displaystyle u\in L^{2}(\Omega )} wtedy i tylko wtedy, gdy jedynym rozwiązaniem równania

{\displaystyle u(x)-\mu \int \limits _{\Omega }k(x,y)u(y)dy=0,\,({\mbox{Fr}}_{0})}
jest funkcja tożsamościowo równa zeru.
- Jeśli {\displaystyle ({\mbox{Fr}}_{0})} ma niezerowe rozwiązanie {\displaystyle u\in L^{2}(\Omega ),} to istnieje również niezerowe rozwiązanie {\displaystyle u\in L^{2}(\Omega )} równania

{\displaystyle u(x)-{\overline {\mu }}\int \limits _{\Omega }{\overline {k(y,x)}}u(y)dy=0,\,{\overline {({\mbox{Fr}}_{0})}},}
ponadto, rozwiązania obu tych równań tworzą skończenie wymiarowe przestrzenie liniowe o równych wymiarach.
- Jeżeli równanie {\displaystyle ({\mbox{Fr}}_{0})} ma niezerowe rozwiązanie {\displaystyle u\in L^{2}(\Omega ),} to równanie {\displaystyle {\mbox{Fr}}} ma rozwiązanie {\displaystyle u\in L^{2}(\Omega )} dla danej prawej strony {\displaystyle v\in L^{2}(\Omega )} wtedy i tylko wtedy, gdy

{\displaystyle \int \limits _{\Omega }v(x){\overline {u(x)}}dx=0}
dla każdego {\displaystyle u\in L^{2}(\Omega )} spełniającego równanie {\displaystyle {\overline {({\mbox{Fr}}_{0})}}.}
- Zbiór wszystkich liczb {\displaystyle \mu } dla których {\displaystyle ({\mbox{Fr}}_{0})} ma niezerowe rozwiązanie {\displaystyle u\in L^{2}(\Omega )} jest albo skończony albo tworzy ciąg {\displaystyle (\mu _{n})_{n\in \mathbb {N} }} taki, że

{\displaystyle |\mu _{n}|\to \infty .}